# Walter Kempowski
Walter Kempowski (Rostock, 29 de abril de 1929-5 de octubre de 2007) fue un escritor alemán. Saltó a la fama gracias al ciclo de novelas “Deutsche Chronik”, basado en sus propias experiencias, y a su proyecto “Echolot”, en el que combinaba a modo de un collage diarios, cartas y otros documentos de la vida cotidiana de origen diverso. Kempowski es hoy considerado uno de los más importantes autores alemanes contemporáneos.

## Origen e infancia
Walter Kempowski nació en Rostock el 29 de abril de 1929, hijo del naviero Karl Georg Kempowski —al que el escritor ha descrito como “tranquilo y extraordinariamente cohibido”— y de Margarethe Kempowski, nacida Collasius, hija a su vez de un comerciante. A partir de 1935 Kempowski estudió en el colegio masculino de St. Georg, y desde 1939 en un Realgymnasium.
En verano de 1943 sobrevivió por los pelos al bombardeo de Hamburgo. En 1944 se le integró en una unidad de castigo de las juventudes hitlerianas, y poco después, con apenas quince años, fue reclutado por la aviación alemana en calidad de correo. Su padre murió en los últimos días de la guerra, el 26 de abril de 1945. En 1946 Walter Kempowski se vio obligado a abandonar la escuela, y trabajó de recadero para diversos patrones, hasta entrar en una imprenta de Rostock para realizar una formación de perito comercial. Debía concluir esa formación tras un periodo de prácticas en la editorial Rowohlt de Hamburgo, ciudad en la que residió desde 1947, pero no pudo terminarla por carecer de permiso de trabajo; por ello aceptó un empleo de tendero dentro de las instalaciones militares estadounidenses de Wiesbaden.

## Prisión
Kemmpowski, que simpatizaba con el partido liberaldemócrata, fue detenido por la NKVD el 8 de marzo de 1948, cuando realizaba una visita a su madre en Rostock. Su hermano Robert, que había retomado los negocios paternos, había encontrado papeles que demostraban que la fuerza de ocupación soviética estaba apropiándose de una mayor cantidad de instalaciones industriales alemanas de las que se habían acordado junto con los otros aliados en calidad de reparaciones de guerra. Walter Kempowski debía hacer entrega de esos documentos a los americanos. Por esta acción, que se consideró espionaje, tanto él como su hermano fueron condenados por un tribunal militar soviético a 25 años de prisión en un campo de trabajo. También su madre fue condenada a diez años de trabajos forzados por no delatar a “agentes de servicios secretos extranjeros”. Walter Kempowski fue transportado al campo especial soviético n.° 4 en la penitenciaría de Bautzen, donde soportó condiciones infrahumanas. Así, en 1953 se le mantuvo encerrado varias semanas en una celda de aislamiento en tanto sospechoso de haber fundado un movimiento clandestino cristiano. En 1954 fue nombrado director del coro de la prisión. Reelaboró literariamente sus experiencias en Bautzen en su ópera prima de 1969, “Im Block. Ein Haftbericht”. 
El 8 de marzo de 1956, después de exactamente ocho años de prisión, Walter Kempowski fue liberado. Primero se dirigió a Hamburgo, donde vivía su madre, a la que ya habían soltado en 1954. Allí comenzó a hacer anotaciones diarias. En 1957 realizó su examen de Abitur en Gotinga, e inició estudios de pedagogía en la misma ciudad. Contrajo matrimonio con Hildegard Janssen, hija de un pastor frisón y profesora como él. Kempowski se ha referido a esa etapa de “un capítulo soleado de mi vida”. Desde 1960 trabajó como profesor en Zeven, desde 1965 en Nartum, y entre 1975 y 1979 en Zeven y en Bremen. En 1961 nació su hijo Karl-Friedrich y en 1962 su hija Renate. Este nuevo comienzo quedó ensombrecido por los sesentayochistas de Alemania occidental, que, por motivos ideológicos, solían tratar con suspicacia a los fugitivos procedentes de la RDA. Estas experiencias produjeron en Kempowski rechazo e incluso odio hacia aquel movimiento.

## El bio-archivo
A comienzos de los ochenta Kempowski comenzó a recopilar materiales biográficos de gente “sencilla”, para lo que puso anuncios en el periódico Die Zeit. Recibió muchísimos diarios, correspondencias, autobiografías y fotografías de personas de lugares y épocas muy distintas. Utilizó esos materiales en su obra “Echolot”. En 2005 donó su archivo, que ya comprendía varios miles de fotos y millones de páginas, a la fundación de la Academia de las Artes de Berlín.

## El escritor
En los años 60 Kempowski intensificó su actividad como escritor. La película de su novela autobiográfica “Tadellöser und Wolff” le hizo conocido del gran público. Entre 1980 y 1991 impartió cursos sobre producción literaria en la Universidad de Oldenburg. A lo largo de los años ha realizado diversas actividades docentes en universidades alemanas y estadounidenses.
El uso del collage es un rasgo característico del estilo de Kempowski. Mediante una sucesión, aparentemente desapasionada, de anécdotas, canciones, citas, anuncios, etc., surge una escena que posee para el lector un poderoso efecto de realidad. Los párrafos yuxtapuestos y de temas diferentes conforman una suerte de collage literario, que precisamente por su aparente indiferencia resultan cautivadores, y que dejan al lector mucho espacio para una interpretación propia. Kempowski ha alcanzado un alto grado de perfección en esta técnnica en su crónica familiar. En su obra “Echolot” no son las propias experiencias, sino los innumerables testimonios de época, lo que componen el collage. Sin embargo, no ha aplicado este procedimiento en todas sus narraciones.
En enero de 1990 el periodista Harald Wieser de la revista Stern acusó públicamente a Kempowski de plagio, por haber incluido en su novela “Aus großer Zeit” pasajes enteros de un escritor llamado Werner Tschirch (“Rostocker Leben. Im Rückblick auf 1900”). Colegas como Hellmuth Karasek apoyaron a Kempowski, aduciendo que éste había proporcionado en entrevistas y conferencias suficiente información sobre sus métodos, y que siempre había mencionado el libro de Tschirch como una de sus fuentes.
En general puede decirse que la narrativa de Kempowski tiende a ser lacónica, algo cínica, traspasada por un enigmático sentido del humor. Como modelos de su peculiar estilo pueden considerarse algunos pasajes de Franz Kafka o de John Dos Passos; la influencia de John Galsworthy fue muy importante en su crónica familiar.
Solamente tiene una obra traducida al español, se trata de: “Todo en vano“ de editorial Libros del Asteroide, cuya primera edición data del 2020.